# Tetragnatha foai
Tetragnatha foai este o specie de păianjeni din genul Tetragnatha, familia Tetragnathidae, descrisă de Simon în anul 1902. Conform Catalogue of Life specia Tetragnatha foai nu are subspecii cunoscute.